# Server Side Includes
SSI (ang. Server Side Includes) – prosty mechanizm skryptowy służący do dynamicznego generowania stron WWW na serwerze WWW. Używany przede wszystkim do włączania zdefiniowanych plików do dokumentu wynikowego (include). Pozwala na zagnieżdżanie w kodzie dokumentu wartości zmiennych serwera i wyników działania programów uruchomionych po stronie serwera. Domyślnie pliki generowane (filtrowane) przez SSI mają rozszerzenie .shtml.

## Przykłady dyrektyw
- zwrócenie nazwy wykonywanego pliku

<!--#echo var="DOCUMENT_NAME" -->
- adres IP klienta

<!--#echo var="REMOTE_ADDR" -->
- data i godzina na serwerze

<!--#echo var="DATE_LOCAL" -->
- włączenie pliku foo.txt

<!--#include file="foo.txt" -->
- data ostatniej modyfikacji pliku index.shtml

<!--#flastmod file="index.shtml" -->